# Robert Halfon
Pour les articles homonymes, voir Halfon.
Robert Henry Halfon, né le 22 mars 1969 à Londres, est un homme politique britannique membre du Parti conservateur. Il est Ministre d'État à l'Éducation du 25 octobre 2022 au 26 mars 2024.

## Biographie
Il étudie à l'Highgate School avant de poursuivre ses études à l'université d'Exeter, où il reçoit un B.A.
Le 6 mai 2010, il est élu député pour Harlow, à la Chambre des Communes. En 2014, il est nommé secrétaire parlementaire privé du chancelier de l'Échiquier dans le gouvernement Cameron I. Lors de la prise de fonction du gouvernement Cameron II, il devient ministre sans portefeuille et vice-président du Parti conservateur. Dans le gouvernement May, il change une nouvelle fois de fonction en étant nommé ministre d'État aux Compétences, rattaché au département de l'Éducation ; il quitte son poste au Parti conservateur. Il est Ministre d'État à l'Éducation du 25 octobre 2022 au 26 mars 2024 dans le gouvernement Sunak.
Il est aussi, depuis 2015, membre du conseil privé. 

## Résultats électoraux

### Chambres des communes
| Élection | Circonscription | Parti | Parti        | Voix   | %    | Résultats |
| -------- | --------------- | ----- | ------------ | ------ | ---- | --------- |
| 2001     | Harlow          |       | Conservateur | 13 941 | 34,8 | Échec     |
| 2005     | Harlow          |       | Conservateur | 16 356 | 41,2 | Échec     |
| 2010     | Harlow          |       | Conservateur | 19 691 | 44,9 | Élu       |
| 2015     | Harlow          |       | Conservateur | 21 623 | 48,9 | Élu       |
| 2017     | Harlow          |       | Conservateur | 24 230 | 54,0 | Élu       |
| 2019     | Harlow          |       | Conservateur | 27 510 | 63,5 | Élu       |